# Солодовников, Владимир Александрович
Владимир Александрович Солодовников (28.03.1920 — после 1985) — инженер-электрохимик, участник советского атомного проекта, лауреат Сталинской премии (1953).
Родился в с. Волоконовка Курской губернии.
С 1938 г. студент Ивановского химико-технологического института.
С 20.07.1941 по 21.05.1946 служил в армии, гвардии лейтенант. Участник войны с июня 1944 года (1-й и 4-й Украинский фронты), командир химического взвода, 81-й отдельный батальон химической защиты, 207 гвардейский стрелковый полк 70 гвардейской стрелковой дивизии.
Награждён орденом Отечественной войны II степени (06.04.1985), медалями «За боевые заслуги» (26.05.1945), «За победу над Германией в Великой Отечественной войне 1941—1945 гг.», «За освобождение Праги».
После демобилизации восстановился в институте, который окончил в 1948 году по специальности «Технология электрохимических производств».
Получил направление в Челябинск-40, где работал под руководством А. А. Бочвара. В качестве инженера-химика литейно-механического участка, руководителя отделения и начальника цеха № 117 принимал участие в работах по проектированию и изготовлению установки для нанесения металлов на плутоний методом катодного распыления. Также был специалистом по дозиметрическим установкам.
Сталинская премия по Постановлению СМ СССР № 3044-1304сс от 31 декабря 1953 года — за изготовление опытных изделий РДС и освоение серийного производства РДС.
С середины 1950-х годов работал в технологическом бюро Сибирского химического комбината.